# Am Stadtpark (München)
Die Straße Am Stadtpark befindet sich im Münchner Stadtteil Pasing. Sie wurde um 1900 angelegt.

## Geschichte

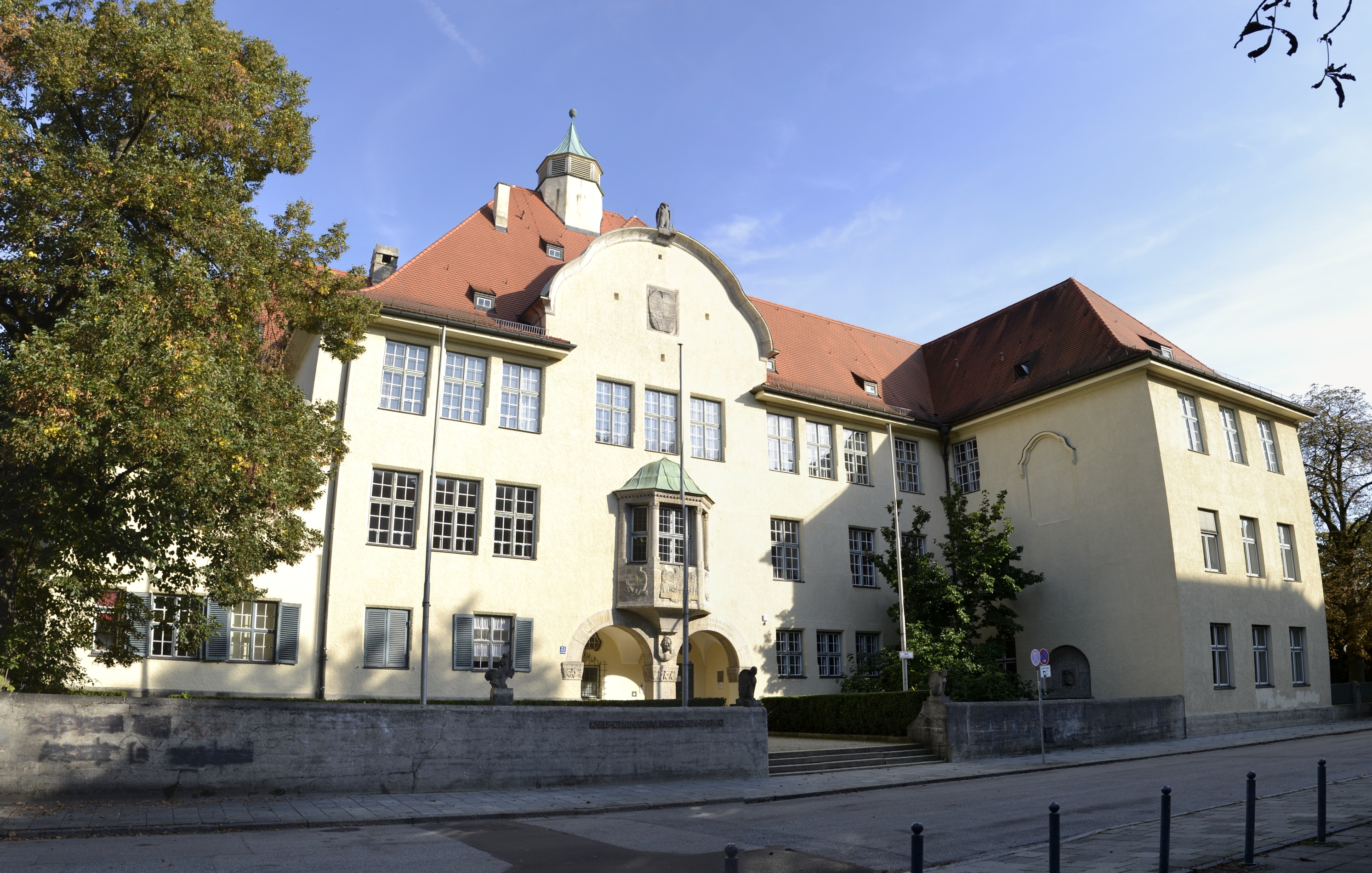
Karlsgymnasium

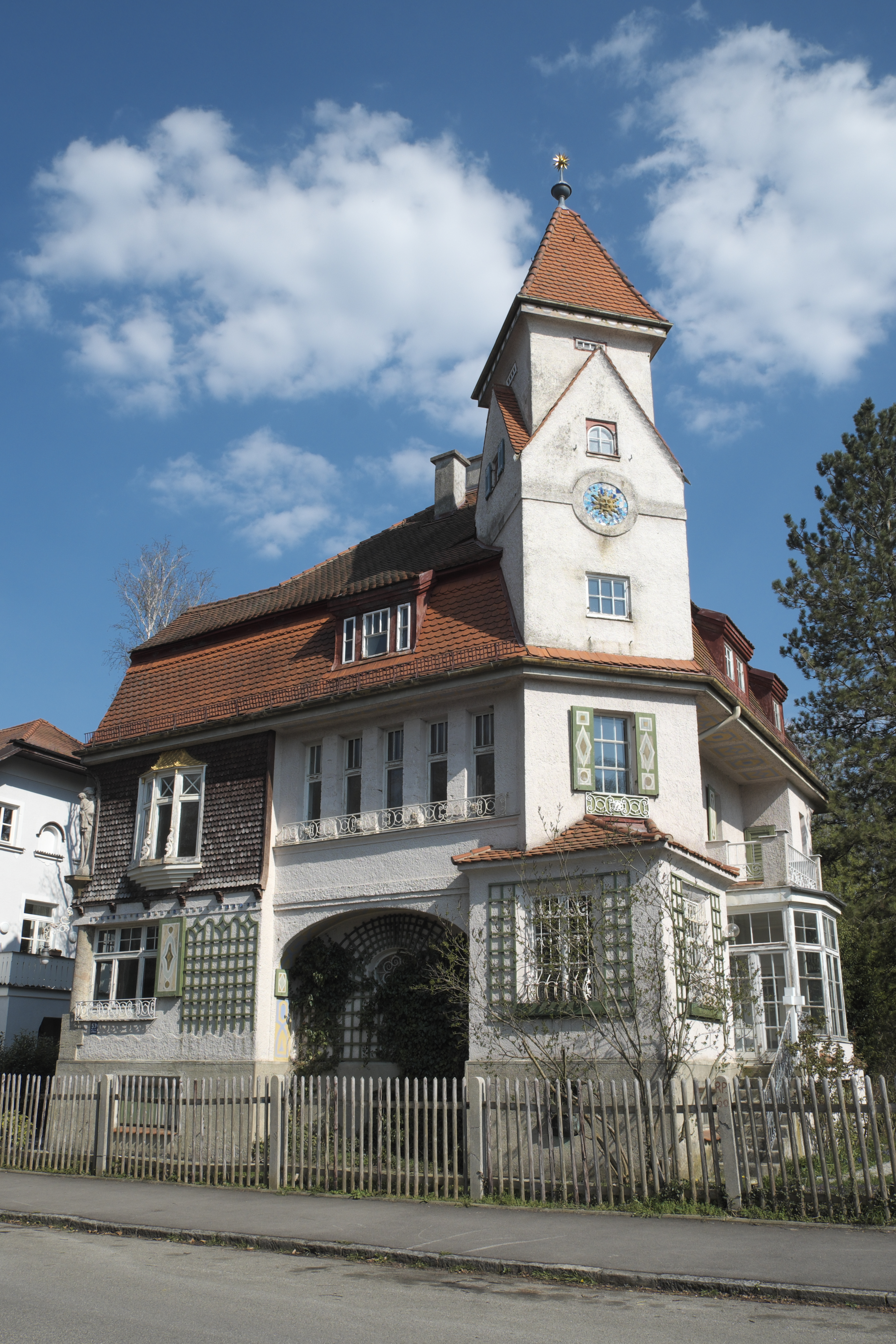
Villa Am Stadtpark 53 im Jahr 2020

Die Straße der Waldkolonie Pasing zweigt am Avenariusplatz von der Maria-Eich-Straße ab und verläuft parallel zum Pasinger Stadtpark und zur Würm bis zur Stadtgrenze. Sie ist aus einem Weg nach Lochham entstanden. Am Anfang wird die Straße vom Karlsgymnasium und der ehemaligen Pädagogischen Hochschule gerahmt. Die meisten Villen bzw. Wohnhäuser wurden nach dem Zweiten Weltkrieg errichtet, sodass die historischen Gebäude die Minderheit bilden.

## Bekannte Bewohner
Am Stadtpark 43 (jetzt Endeweg 5): Louis Ende, der Architekt und Gründer der Waldkolonie Pasing, wohnte in der Villa und hatte sein Büro in einem Nebengebäude.

## Baudenkmäler
Es gibt sechs offizielle Baudenkmäler:
- Ehemalige Pädagogische Hochschule
- Karlsgymnasium
- Am Stadtpark 34 (Villa)
- Am Stadtpark 43 (Villa)
- Am Stadtpark 49/51 (Doppelhaus)
- Am Stadtpark 53 (Villa)